# Domingos Quadé
Domingos Quadé (Ingoré, 15 de novembro de 1961 – 04 de novembro de 2024) foi um jurista e político da Guiné-Bissau.

## Biografia
É licenciado em direito pela Faculdade de Direito da Universidade de Coimbra. Ex-bastonário da Ordem dos Advogados.
Concorrendo como candidato presidencial independente nas eleições presidenciais de 2014 , Quadé terminou em nono lugar entre treze candidatos presidenciais, recebendo 1,37% dos votos.
Foi eleito deputado à Assembleia Nacional Popular, pelo Partido da Renovação Social, em 2019, pelos sectores de Ingoré Bigene e Bula, da região de Cacheu.